# 大西洋鎮區 (北卡羅萊納州戴爾縣)
大西洋鎮區（英語：Atlantic Township）是位於美國北卡羅萊納州戴爾縣的一個鎮區。

## 地方資料
大西洋鎮區的面積為64.23平方千米，皆為陸地。根據2020年美國人口普查的數據，當地共有人口20722人，而人口密度為每平方千米322.62人。